# Toécé
Toece là một tổng của tỉnh Bazéga ở miền trung Burkina Faso. Thủ phủ của tổng này là thị xã Toece. Theo điều tra dân số năm 1996, tổng này có dân số 33.608 người..

## Các thị xã, làng xã
Binsboumbou, Binstigré, Bonsrima, Boromtinga, Dagouma, Damzoussi, Dayasmnoré, Goubla, Goudou, Goumsé, Kaongho, Kosmassom, Koulpellé, Koumasgho, Koumnéré, Koussala, Lilbouré, Loussa, Masgo, Nacombogo, Nagnesna, Nayalgué, Niongho, Pawamtoré, Sankouissi, Silkouka, Sincéné, Tambouè, Tamsé, Tanghin, Tinsobtinga, Toudou, Wilga, Yargo, Yougoudri, Zangogho e Zorgho.